# Dennis Lawrence
Dennis William Lawrence (Morvant, Port of Spain, 1974. augusztus 1. –) Trinidad és Tobagó-i válogatott labdarúgó.

## Pályafutása

### Klubcsapatban
1992 és 1993 között a Barataria Ball Players csapatában játszott. 1993 és 1998 között a Morvant Caledonia játékosa volt. 1999 és 2000 között a Defence Force FC-t erősítette. 2001-től 2009-ig Walesben játszott. 2001 és 2006 között a Wrexham, 2006 és 2009 között a Swansea City labdarúgója volt, de a 2008–09-es szezonban kölcsönben a Crewe Alexandra együttesénél szerepelt. 2010-ben a San Juan Jablotehben fejezte be a pályafutását.

### A válogatottban
2000 és 2010 között 89 alkalommal szerepelt a Trinidad és Tobagó-i válogatottban és 5 gólt szerzett. Tagja volt a 2001-es karibi kupán győztes csapat keretének. Részt vett a 2005-ös CONCACAF-aranykupán és a 2006-os világbajnokságon.

### Edzőként
2017 és 2019 között a Trinidad és Tobagó-i válogatott szövetségi kapitánya volt. Irányításával a 2019-es CONCACAF-aranykupán két vereséggel és egy döntetlennel zárták a csoportkört.

## Sikerei, díjai
Wrexham
- FAW Premier Cup győztes (3): 2000–01, 2002–03, 2003–04
- Football League Trophy győztes (1): 2005

Swansea
- Angol harmadosztályú bajnok (EFL League One) (1): 2007–08

Trinidad és Tobago
- Karibi kupa (1): 2001

## Külső hivatkozások
- Dennis Lawrence adatlapja a National-Football-Teams.com oldalon (angolul)

- Dennis Lawrence (angol nyelven). FootballDatabase.eu
- Dennis Lawrence (német nyelven). kicker.de
- Dennis Lawrence adatlapja a worldfootball.net oldalon (angolul)